# Hugues de Roussan
Hugues de Roussan, kanadski rokometaš, * 23. marec 1955, Montreal.
Leta 1976 je na poletnih olimpijskih igrah v Montrealu v sestavi kanadske rokometne reprezentance osvojil 11. mesto.